# Sidoine Fogning
Sidoine Chounkwi Fogning (Yaoundé, 11 novembre 2001) è un calciatore camerunese, difensore dello Slovan Bratislava in prestito dal Boavista.

## Carriera
Ha iniziato a giocare a calcio nello YOSA in Camerun, per poi trasferirsi in Portogallo al Coimbrões nell'estate del 2023. Rimasto svincolato al termine della stagione 2023-2024, il 12 febbraio 2025 è stato tesserato dal Boavista con cui ha firmato fino al 2028. Ha debuttato due giorni più tardi nell'incontro di Primeira Liga perso 1-0 contro l'Estrela Amadora.

## Statistiche

### Presenze e reti nei club
Statistiche aggiornate al 6 marzo 2025.
| Stagione        | Squadra         | Campionato      | Campionato | Campionato | Coppe nazionali | Coppe nazionali | Coppe nazionali | Coppe continentali | Coppe continentali | Coppe continentali | Altre coppe | Altre coppe | Altre coppe | Totale | Totale | Totale |
| Stagione        | Squadra         | Comp            | Pres       | Reti       | Comp            | Pres            | Reti            | Comp               | Pres               | Reti               | Comp        | Pres        | Reti        | Pres   | Reti   |        |
| --------------- | --------------- | --------------- | ---------- | ---------- | --------------- | --------------- | --------------- | ------------------ | ------------------ | ------------------ | ----------- | ----------- | ----------- | ------ | ------ | ------ |
| feb.-giu. 2025  | Boavista        | PL              | 4          | 0          | CP+CdL          | 0               | 0               | -                  | -                  | -                  | -           | -           | -           | 4      | 0      |        |
| Totale carriera | Totale carriera | Totale carriera | 4          | 0          |                 | 0               | 0               |                    | -                  | -                  |             | -           | -           | 4      | 0      |        |